# Megalopidae
Famille
Megalopidae est une famille de poissons téléostéens.

## Liste des genres
Un seul genre : Megalops Lacepède, 1803